# Решетников, Юрий Степанович
Ю́рий Степа́нович Реше́тников (род. 8 сентября 1937) — советский и российский учёный-ихтиолог, доктор биологических наук, профессор.

## Биография
В 1960 году окончил кафедру ихтиологии МГУ. 1960—1963 — аспирантура в ИПЭЭ АН СССР под руководством Г. В. Никольского. С 1963 года работает в ИПЭЭ РАН.
В 1964 году защитил кандидатскую диссертацию, в 1980 году — докторскую на тему «Экология и систематика сиговых рыб». В 1992 году присвоено звание профессора.

## Научные интересы
Систематика, экология, фаунистика, лососевые и сиговые рыбы, тропические рыбы.
Член редколлегии журналов «Вопросы ихтиологии» и «Успехи современной биологии».
Автор 15 книг и коллективных монографий и более 200 статей.

## Основные работы
- Решетников Ю. С. «Экология и систематика сиговых рыб» (1980)
- Ю. С. Решетников, О. А. Попова, О. П. Стерлигова и др. «Изменение структуры рыбного населения эвтрофируемого водоёма» (1982)
- Ю. С. Решетников, Б. В. Кошелев, А. Д. Мочек и др. «Экология рыб кубинского шельфа» (1985)
- Решетников Ю. С., Котляр А. Н., Расс Т. С. и др. «Пятиязычный словарь названий животных. Рыбы» (1989)
- Ю. С. Решетников, И. С. Мухачев, Н. Л. Болотова и др. «Пелядь», колл. монография (под ред. Ю. С. Решетникова, И. С. Мухачева) (1989)
- Rodolfo Claro, Georgina Bustamante, Juan P. Garcia-Arteaga и др. «Ecologia de los peces marinos de Cuba», колл. монография на исп. языке (1994)
- Решетников Ю. С., Богуцкая Н. Г., Васильева Е. А. и др. «Аннотированный каталог круглоротых и рыб континентальных вод России», колл. монография (под ред. Ю. С. Решетникова) (1998)
- Pedro M. Alcolado, Julio Baisre, Georgina Bustamante и др. «Ecology of the marine fishes of Cuba», колл. монография на англ. языке (2001)
- Ю. С. Решетников, О. А. Попова, Л. И. Соколов и др. «Атлас пресноводных рыб России», в двух томах (под ред. Ю. С. Решетникова) (2002)
- «Рыбы в заповедниках России», в двух томах (под ред. Ю. С. Решетникова) (2010)
- Сидоров Г. П., Решетников Ю. С. «Лососеобразные рыбы водоемов европейского Северо-Востока» (2014)
- Ю. С. Решетников, О. А. Попова, В. И. Кияшко и др. «Обыкновенный ёрш Gymnocephalus cernuus (Linnaeus, 1759). Cистематика, морфология, образ жизни и роль ерша в экосистемах», колл. монография (под ред. Ю. С. Решетников, О. А. Попова) (2016)

## Защита аспирантов (защищенные диссертации)
1. Р. Кларо Мадруга (Куба) — 2.11.1976 ИЭМЭЖ АН СССР, Москва.
2. Стерлигова О. П. (Петрозаводск) — 1980 ИЭМЭЖ АН СССР, Москва
3. Новоселов А.П. (Архангельск) — 25.04.1984. ВНИИПРХ, п. Рыбное
4. Тяптирганов М. М. (Якутск) — 22.1.1985. ИЭМЭЖ АН СССР, Москва
5. Борисовец Е. Э. (Владивосток) — 5.03.1985. ИЭМЭЖ АН СССР, Москва
6. Сальников В. Б. (Ашхабад) — 27.10.1987. ИЭМЭЖ АН СССР, Москва
7. Балкувене Г. Ф. (Вильнюс) — 31.10.1989. ИЭМЭЖ АН СССР, Москва
8. Атенсио Лимачи Сабино (Перу) — 25.12.1990. ИЭМЭЖ АН СССР, М.
9. Карамушко О. В. (Мурманск) — 21.05.1991. ИЭМЭЖ АН СССР, Москва
10. Кашулин Н. А. (Апатиты) — 12.04.1994. ИЭМЭЖ РАН, Москва
11. Зуянова О. В. (Вологда) — 17.05.1994. ГосНИОРХ, Санкт-Петербург
12. Маслов В. Б. (Петрозаводск) — 1995 Петрозав. Гос. Ун-т. Петрозаводск
13. Первозванский В. Я. (Петрозаводск) — 25.03.1997 — Петрозаводский ГУ
14. Рубенян А. Р. (Ереван) — 04.10.1997 — Ин-т зоологии Нац. Академии Наук Респ. Армению Ереван
15. Королев В. (Калуга) «Экология подкаменщика» — 21.03.2003, Калуга КГУ им. Циолковского